# 2724 Орлов
2724 Орлов (2724 Orlov) — астероїд головного поясу, відкритий 13 вересня 1978 року.
Тіссеранів параметр щодо Юпітера — 3,263.